# Nikon de Moscú
Nikita Mínov o Nikita Minin, más conocido como Nikon (en ruso: Ни́кон; Veldemánovo (Nizhni Nóvgorod), 7 de mayo de 1605 - Yaroslavl, 17 de agosto de 1681), fue un Patriarca de Moscú y toda Rusia, reformador de los cánones de la liturgia ortodoxa rusa, para acercarla a los cánones griegos; dichas reformas defendían la idea del distanciamiento de la Iglesia y el Estado, haciendo que este último reconociera la superioridad de los jerarcas e instituciones eclesiásticas, lo que provocó el importante cisma en la iglesia ortodoxa rusa o raskol. Al grupo opositor de las reformas de Nikon se los conoce como starovieri (viejos creyentes) o raskólniki (cismáticos), quienes defienden el uso de las oraciones antiguas.

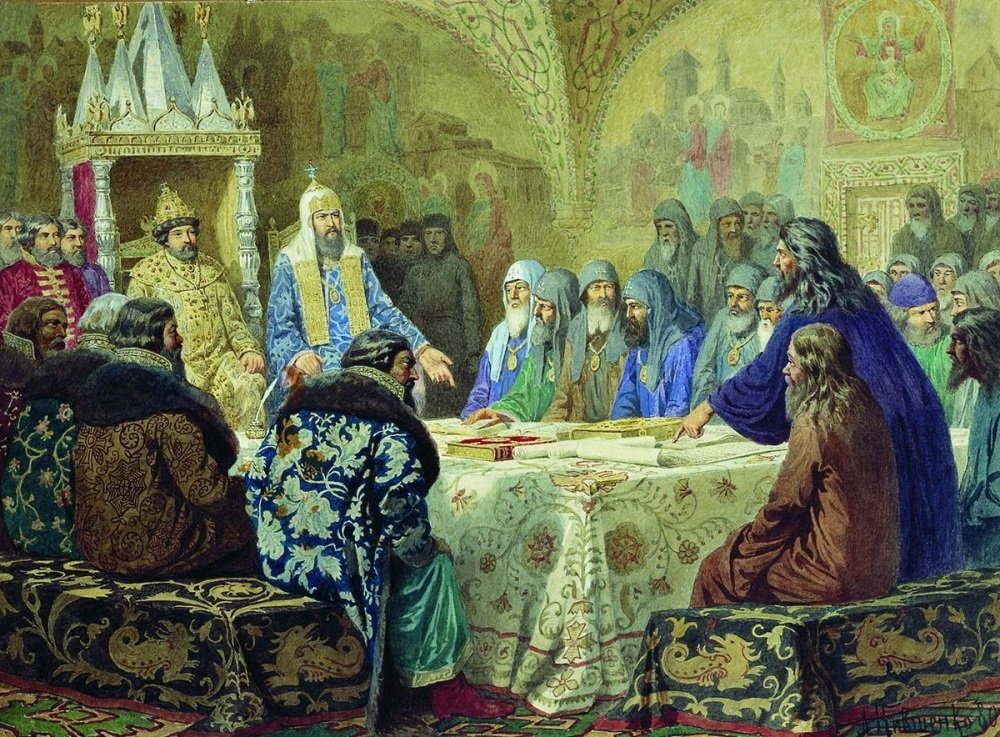
El Patriarca Nikon presentando los nuevos textos litúrgicos en el Concilio de 1654, pintura de Alekséi D. Kivshenko

Fue un amigo cercano del zar Alejo I de Rusia, estuvo casado durante diez años y se hizo monje tras morir sus hijos, escaló posiciones dentro de la iglesia y en 1649 ascendió al cargo de Obispo metropolitano de Nóvgorod (el Grande), y en 1652 al de patriarca de Moscú. Dos años más tarde en 1654 convocó un concilio en el que obligó a sus sacerdotes a aceptar una revisión completa de los textos sagrados, que él tradujo y adaptó de los textos griegos; construyó y reformó monasterios y los dotó de valiosas colecciones, sus emisarios recorrieron el Oriente Medio y Rusia buscando manuscritos, tanto profanos como sagrados, que pudieran acercar la iglesia rusa a sus orígenes griegos, creyó que Rusia se convertiría en el centro espiritual y político de la Iglesia ortodoxa.

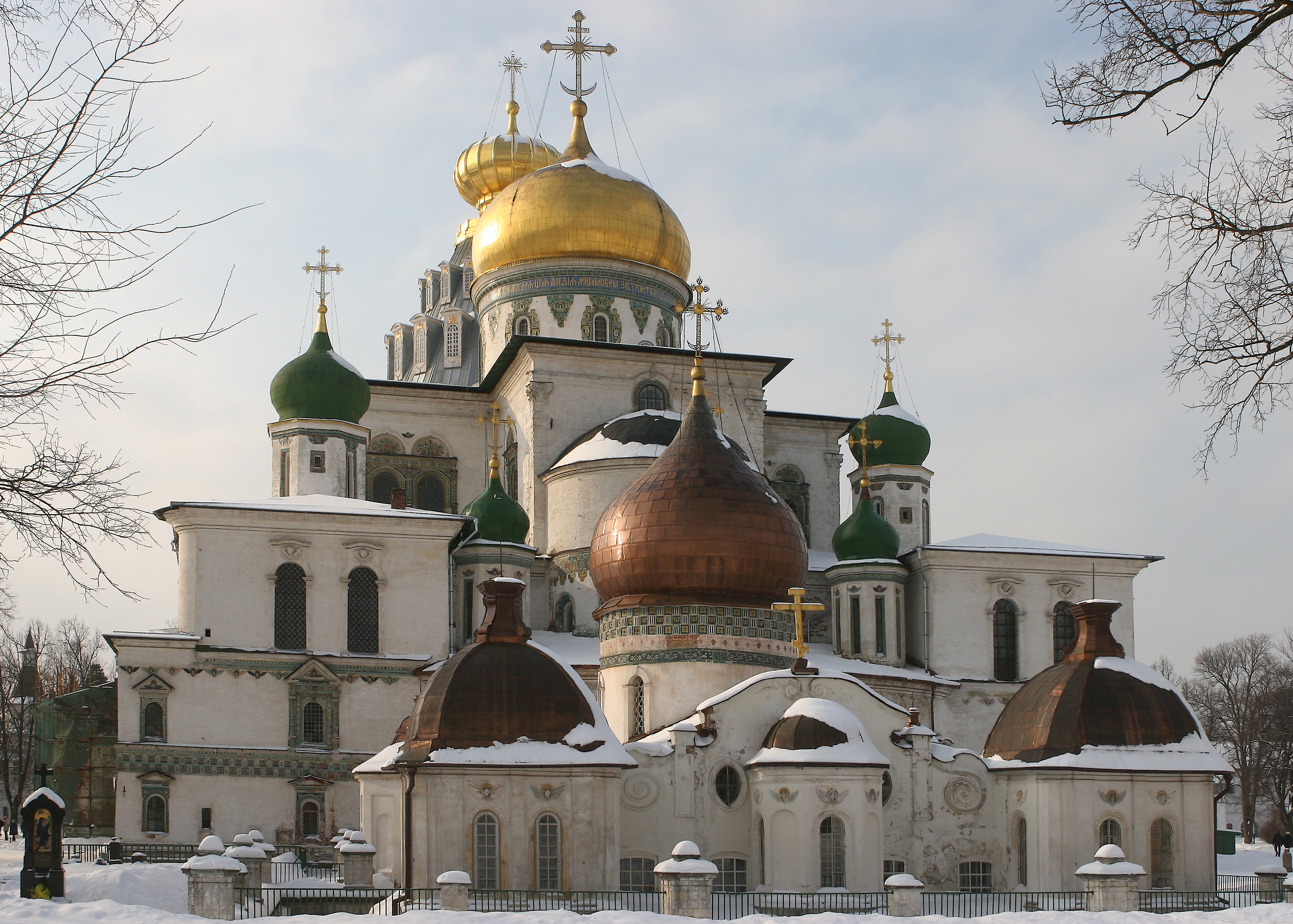
Monasterio de la Resurrección de la Nueva Jerusalén, en Istra.

La reforma suscitó la violenta reacción del protopapa Avvakum, jefe de los viejos creyentes. Nikon lo hizo deportar a Siberia y lo sometió a tortura. En 1656, se distanció del zar quien no aceptaba la primacía del poder espiritual sobre el temporal. En 1658 Nikon se retira al Monasterio de la Resurrección que él había fundado en las proximidades de Istra dos años antes. Posteriormente en 1664 intentó recuperar sus funciones, pero el concilio de 1666, que marcó el triunfo del Estado sobre la Iglesia, lo apartó de forma definitiva, culpándolo de insubordinado y despojándolo de sus funciones sacerdotales, reconociéndolo solo como Nikon, el monje.
Nikon fue desterrado al Monasterio de Ferapóntov en la región de Vólogda. Pero, a la muerte del zar Alejo I de Rusia, su hijo y sucesor el zar Teodoro III  (Fiódor Alekséievich) mandó traer a Nikon al Monasterio de la Resurrección, más cercano a Moscú. El septuagenario monje no pudo sobrevivir al largo viaje falleciendo en la Iglesia Nikolo-Trópinskaia en las proximidades de Yaroslavl. Por expreso deseo del zar y a pesar de las protestas del patriarca Joaquín de Moscú (Патриарх Иоахим), Nikon fue enterrado con los honores de patriarca en su querido monasterio de Istra. En 1682, el zar consiguió la devolución post mortem del título de patriarca a Nikon.

## Biografía

### Juventud
Poco se sabe de los primeros años de la vida de Nikon. La única información al respecto procede de la Vida escrita por el antiguo hipodácono del patriarca, Ivan Shusherin. Según él, Nikon nació en el seno de una familia campesina pobre pero muy piadosa, en la aldea de Vieldiemianovo, cerca de Nizhni Nóvgorod. En su bautismo, recibió el nombre de Nikita en honor de San Nikita Slupnik. Sus padres se llamaban Mina y Mariana. Su apellido, sin embargo, aparece en la literatura en versiones de Minow, Minin o Minin-Larionov.
Según S. Lobachev, los nombres de los padres del futuro patriarca pueden atestiguar el origen mordvino de la familia, aunque señala que sus otros parientes conocidos tenían nombres típicamente rutenos. Los tres hermanos del futuro patriarca se llamaban Grigory, Semyon y Nikifor. Siendo aún un niño, el futuro jerarca perdió a su madre y quedó al cuidado de una mujer extranjera, Kseniya, y más tarde fue criado por su padre y la segunda esposa de éste. Según Life, su madrastra odiaba a Nikita hasta tal punto que intentó matarlo tres veces.
A una edad temprana, Nikita recibió clases de alfabetización de su padre y pasó algún tiempo con un profesor anónimo. Tras regresar con su familia, a los doce años decidió abandonar su hogar y se dirigió al Monasterio de la Santísima Trinidad de Makariev. Su superior accedió a aceptar al joven en la comunidad como obediente. Nikita estudiaba las Sagradas Escrituras por su cuenta, además, cantaba con especial afición durante los oficios. Cuenta la leyenda que un tártaro lo encontró por casualidad. (en otra versión un mordvino) predijo al futuro jerarca que se convertiría en Patriarca de Moscú. Sin embargo, S. Lobachev opina que el Shusherin que lo escribió repitió un motivo conocido de muchas otras historias hagiográficas sobre santos obispos, en lugar de referirse al episodio real. El joven obediente no hizo los votos monásticos porque su familia le exigió que se casara. Se casó en 1624 o 1625. Con su esposa, cuyo nombre se desconoce, se instaló en el pueblo de Lyskovo o Kirikovo (región de Nizhnovgorod) y se ordenó sacerdote. También pasó algún tiempo en Moscú, donde, según algunas fuentes, fue párroco de una de las parroquias. Su matrimonio resultó infructuoso; además, todos sus hijos (tres de ellos) murieron prematuramente. A más tardar en 1636, indujo a su esposa a tomar los votos monásticos en el Monasterio de San Alexey en Moscú, mientras que él mismo ingresó en el Monasterio de la Santísima Trinidad en la isla de Anzer en la isla de Anzer. (una rama del Monasterio Solovetsky).

### Vida monástica

#### Estancia en el Skit de la Santísima Trinidad en la isla Anzersky

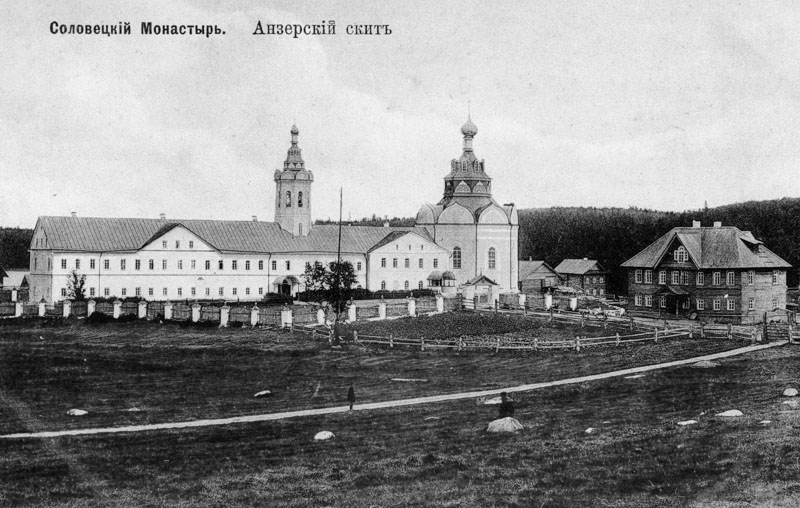
Skit de la Santísima Trinidad en la isla Anzersky, el monasterio donde el posterior patriarca Nikon comenzó su vida monástica.

El futuro patriarca hizo votos monásticos perpetuos ante el posterior monje santo Eleazar, fundador y superior de la secta de la Santísima Trinidad. Según algunos autores, su decisión de ingresar en el monasterio estuvo motivada por el deseo de hacer carrera en la jerarquía clerical. Según Lobachev, esta tesis no tiene una base clara, ya que la vida en el skit era extremadamente dura; además, sus monjes sólo podían llegar a obispos tras haber ocupado previamente cargos de responsabilidad en el monasterio de Solovetsk, donde en la práctica eran necesarias amplias conexiones para asumir la dignidad de ihumen. Este autor no tiene ninguna duda de que la vocación del monje Nikon era auténtica.
Según la biografía recopilada por Shusherin, el clérigo mostraba fervor en la oración. También hizo un viaje una vez con el superior de la secta Eleazar a Moscú para celebrar un acto de recaudación de fondos para la construcción de una iglesia de ladrillo del monasterio. A su regreso a las islas Solovetskiy en 1639, estalló una disputa entre los dos monjes, muy probablemente relacionada con el dinero recaudado y la construcción de la iglesia emprendida. Cuando las obras se alargaron por razones indeterminadas, Nikon sugirió a Eleazar que entregara la suma que tenía en su poder como depósito al monasterio de Solovetskiy para que no fuera saqueada durante los numerosos ataques que sufrió el monasterio, o que intentara mejorar la construcción. El superior del sátrapa consideró su declaración como una crítica personal. A raíz de la disputa entre los clérigos, Nikon abandonó el skit. Durante un viaje en barco en medio de una tormenta, estuvo a punto de morir. Según recordó varios años después, fue arrojado a tierra en la isla de Kij. Para conmemorar el incidente, dejó una cruz de madera en el lugar, y en 1660 fundó el monasterio de la Elevación de la Cruz del Señor en la isla de Kiev. Cuando el tiempo se calmó, el clérigo llegó a tierra firme, y luego se trasladó al sur durante diez días antes de llegar finalmente al monasterio Kożejezierski de la Epifanía.

#### Estancia en el Monasterio Kogeeserskiy de la Epifanía

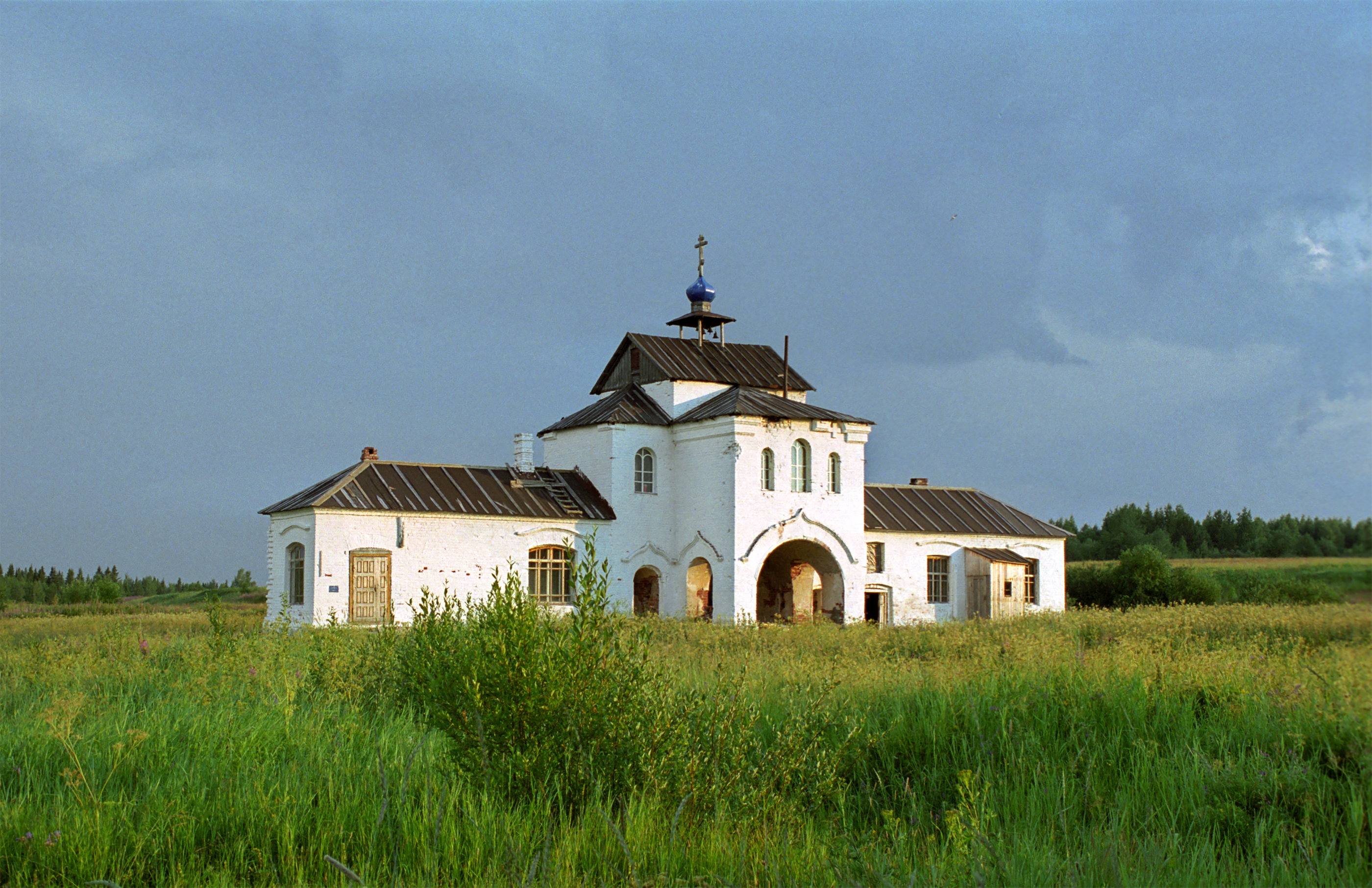
Monasterio de la Epifanía de Kozheezierski, fotografía 2008.

Al llegar al monasterio, al monje Nikon se le permitió instalarse en una ermita en las inmediaciones del monasterio, donde pudo llevar una vida acorde con la regla adoptada en el sketch de la isla de Anser. A los ojos de los monjes, él era la continuación de la obra del monje Nicodemo, que había pasado 30 años en completa reclusión en el mismo lugar y era considerado un anciano santo. Su autoridad creció tanto que en 1642, tras la muerte del anterior superior, el ihumen Jonás, Nikon fue elegido como su sucesor y elevado a la dignidad de ihumen por el metropolitano de Nóvgorod.
El período en que Nikón dirigió el monasterio fue una época de florecimiento. Anteriormente, la comunidad figuraba entre los monasterios rusos más pobres. Gracias a los esfuerzos del superior, la comunidad obtuvo concesiones de tierras y el derecho a pescar en parte del río Onega, además, algunos de los ricos e influyentes Boyardos de Rusia se unieron a sus benefactores. Nikon viajó repetidamente a Moscú para recaudar fondos para el monasterio, haciendo amistades que tuvieron un impacto significativo en su posterior carrera clerical. Según Lobachev, el papel decisivo tanto en la recaudación de fondos para el monasterio como en la entrada de Nikon en los círculos más próximos a los gobernantes rusos lo desempeñó el monje Bogolev (Lvov), que residía en el monasterio Kezheezierskiy, cuyo hermano Grigory fue uno de los maestros de Alexei I Romanov y un influyente político en el Prikaz Posolskiy. G. Gunn creía que el ascenso de Nikon a la fama se debió al apoyo de Eleazar Ansersky. Por otra parte, según la valoración de S. Soloviev, repetida posteriormente por la mayoría de los autores, Nikon atrajo la atención de las personas más influyentes de Rusia con sus habilidades personales y su profunda religiosidad. Ludwig Bazylov llegó a afirmar que el ihumen causó una gran impresión durante una audiencia casual con el zar.
En virtud de la gramota del zar Alekséi I del 15 de marzo de 1646, el ihumen Nikon fue llamado a Moscú, donde debía asumir la dignidad de archimandrita y dirigir el Monasterio Novospassky.

#### Estancia en el monasterio de Novospassk

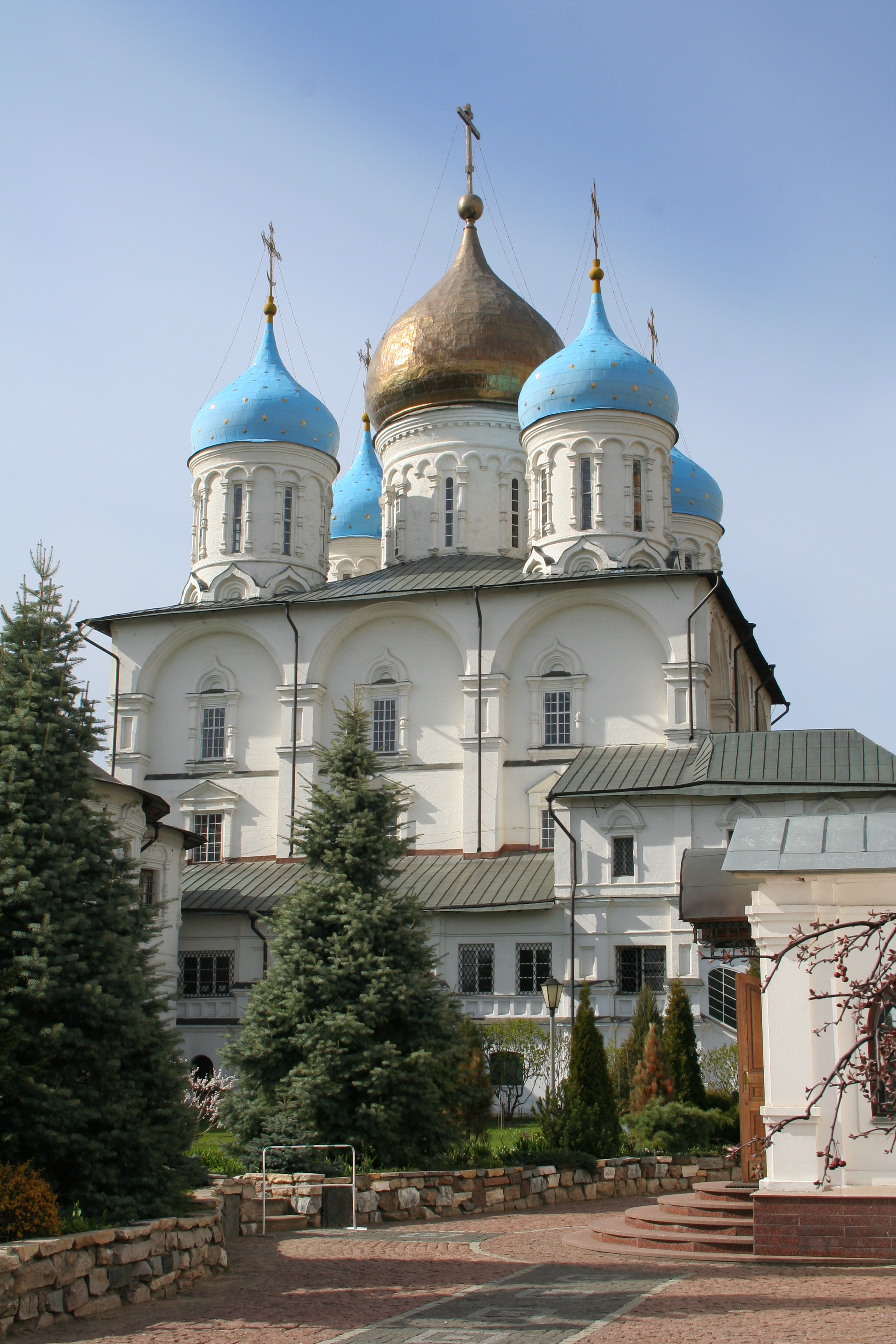
La iglesia de la Transfiguración en el complejo de edificios del monasterio de Novospassky, consagrada durante el mandato del archimandrita Nikon como superior de la comunidad.

A su llegada a Moscú, el archimandrita Nikon entró en contacto con un grupo de clérigos y laicos cuyo objetivo era renovar la vida religiosa del pueblo moscovita, luchar por la aplicación real de la ética ortodoxa en la vida cotidiana y oponerse a la decadencia moral del clero. Los principales ideólogos del grupo fueron el boyardo Fiodor Rtishchev y los Protopapas Joann Nayronov y Stiefan Vonifatiev.
Desde 1648 Nikon ya formaba parte del séquito más cercano del zar Alexéi I. Debido a la importancia del monasterio Novospassky, se reunía regularmente con el soberano y mantenía con él numerosas conversaciones. También empezó a ganarse fama en la sociedad como protector de los pobres, dispuesto a mediar ante el zar en los asuntos de los más pobres y agraviados, cosa que de hecho hizo. Sin embargo, durante el primer período de su estancia en el entorno del zar, el archimandrita aún no era capaz de influir en las cuestiones clave de la política estatal. Ese mismo año, 1648, Nikon, como superior de uno de los monasterios más importantes del país, suscribió un nuevo conjunto de leyes (Acuerdo Conciliar), pero no participó en su redacción. El levantamiento moscovita de 1648, que persuadió a Alekséi I a emprender la elaboración de un conjunto de leyes, le llevó a buscar el apoyo del clero y, en consecuencia, a apoyar al grupo de Rtishchev, Nronov y Vonifátiev.
A principios de enero de 1649, el Patriarca de Jerusalén Paisy llegó a Moscú. El archimandrita Nikon fue uno de los dignatarios de la Iglesia ortodoxa rusa que lo recibieron en la capital del Gran Ducado de Moscú. En una carta al zar, Paisyus hablaba muy bien de la persona de Nikon, de quien escribía que era un hombre piadoso y fiel a su gobernante. Los encuentros con el jerarca de Jerusalén fueron tanto más importantes para el archimandrita cuanto que ya había mostrado interés por la tradición griega. La llegada de Paisyus también impulsó al grupo de Rtishchev, Vonifatiev y Nekronov a intensificar su agitación en favor de una gran reforma interna de la Iglesia Ortodoxa Rusa. Alexy I apoyó estas medidas; ante la resistencia de la alta jerarquía eclesiástica, encabezada por el Patriarca de Moscú Joseph, tomó medidas para ello, cubriendo las sillas episcopales vacantes con clérigos asociados a un grupo de partidarios de la reforma. Estas circunstancias dieron lugar a la  quirotonia del obispado del archimandrita Nikon, quien el 9 de marzo de 1649, con la participación de los patriarcas Paisyus de Jerusalén y José de Moscú, fue ordenado metropolita de Nóvgorod, el segundo después del patriarca en la jerarquía episcopal de la Iglesia Ortodoxa Rusa.

### Metropolitano de Nóvgorod
La asunción de la catedral de Nóvgorod por parte de Nikón fue posible gracias a la destitución de su administración del metropolitano Atonio, que había dimitido oficialmente debido a su avanzada edad. El metropolitano fue recibido solemnemente en su nueva sede el 24 de marzo de 1649. Comenzó sus actividades en Novgorod con la construcción de varios templos nuevos, la reconstrucción de otros más antiguos y del palacio episcopal. La Eparquía también recibió cuantiosas concesiones de tierras del zar Alexei I. Sin embargo, la popularidad del jerarca decayó debido al duro trato que recibía el clero bajo su mandato, así como la población laica de Nóvgorod, aunque Nikon también llevó a cabo amplias actividades caritativas, apoyando económica y materialmente a los más pobres{.
En 1650, durante el Levantamiento de Nóvgorod, Nikón denunció a las autoridades insurgentes de la ciudad, lo que fue la causa de su paliza por parte de una multitud de alborotadores. Tras la supresión de la revuelta, el zar dirigió una carta de alabanza al metropolitano, y la influencia del clérigo creció aún más. El propio Nikon pidió entonces al gobernante que amnistiara a todos los participantes en los disturbios que juraran fidelidad al zar. Al año siguiente, el metropolitano obtuvo del zar prerrogativas únicas en comparación con las que disfrutaban otros jerarcas en cuanto a poder judicial sobre el clero eparquial y los campesinos pertenecientes a monasterios: Nikon recibió el derecho exclusivo de juzgarlos, excepto en casos de robo y asesinato. Ese mismo año, en una reunión del Consejo Santificado de la Iglesia Ortodoxa Rusa, se votó en contra de la prohibición de cantar simultáneamente diferentes partes de la Santa Liturgia, la llamada mnogopieniya, apoyada por el metropolita de Nóvgorod y un círculo de partidarios de la reforma en la iglesia. En su eparquía, Nikon participó en la lucha contra la embriaguez y fue uno de los primeros clérigos de Rusia que comenzó a predicar obligatoriamente en la liturgia dominical.

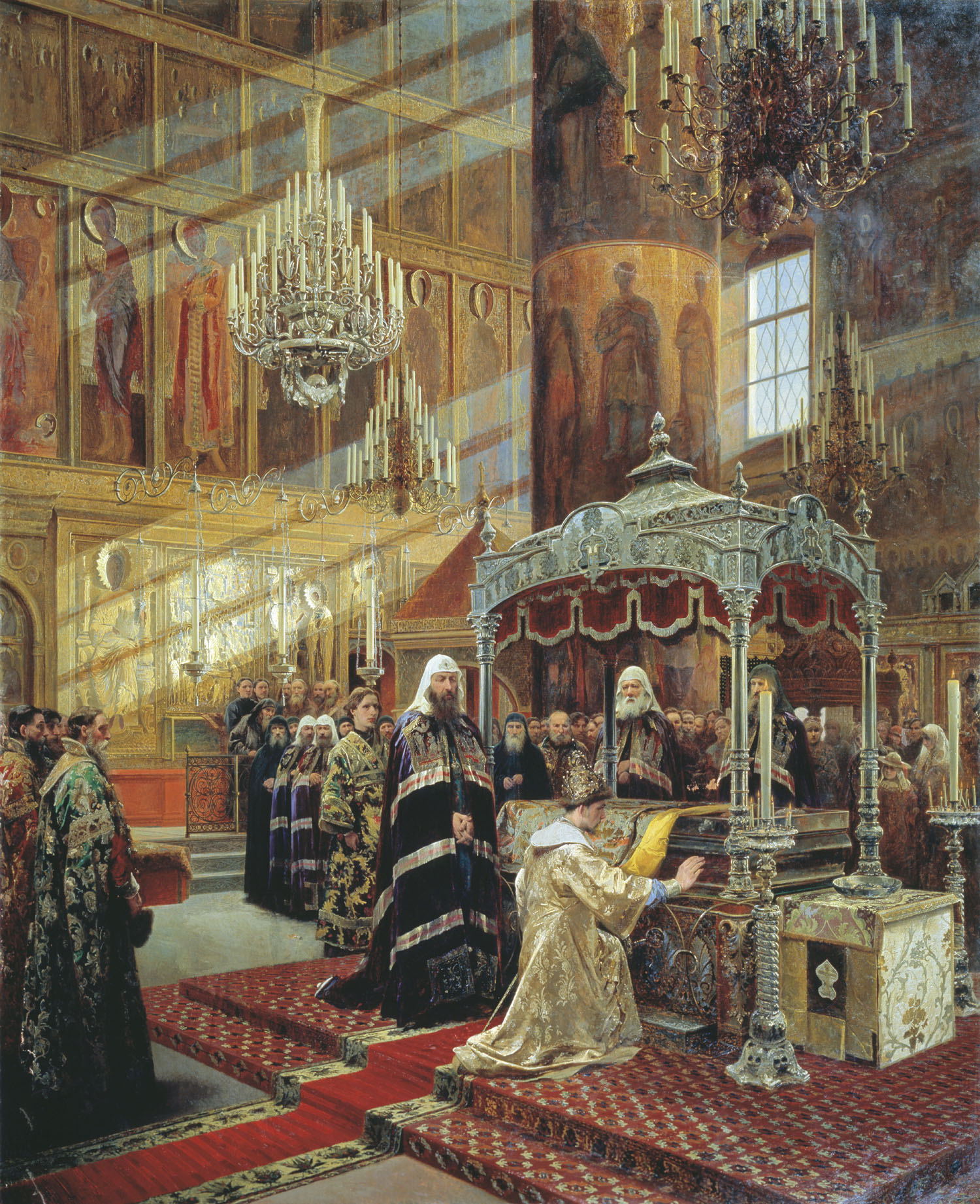
El zar Alexei Mikhailovich y el patriarca Nikon ante las reliquias de San Felipe, pintura de Alexander Litovchenko.

En la primavera de 1652, Nikon se dirigió al monasterio Solovetskiy, donde se encontraban las reliquias de Filipo II, que había sido asesinado por Maluta Skuratov por su oposición a la política interior de Iván el Terrible y a la actividad de los oprichniks. Por iniciativa del metropolitano, las reliquias fueron trasladadas a Moscú. La salida de Moscú del metropolitano y del príncipe Ivan Khovansky, que le acompañaba, tuvo lugar el 11 de marzo de 1652. Debido a dificultades en la navegación fluvial, no llegó a las islas Solovetskiy hasta el 3 de junio, mientras que apareció en la capital con las reliquias en julio.
El traslado de las reliquias de Felipe II a Moscú se consideró en la historiografía sobre todo como un acto para subrayar la superioridad de la autoridad religiosa sobre la secular, o al menos su equivalencia. Según Lobachev, este acontecimiento debe situarse en un contexto más amplio y relacionarse con otras actividades de Nikon: la adquisición de una copia del icono de Iverskaya de la Madre de Dios, el transporte simultáneo a Moscú de los restos de otros santos rusos y la futura construcción del monasterio de la Nueva Jerusalén. En opinión de este autor, Nikon actuó para crear un centro espiritual de la ortodoxia mundial en Moscú, mientras que el impacto del traslado de las reliquias en las relaciones de la Iglesia ortodoxa y el zar fue un efecto secundario de toda la empresa.

### Patriarca de Moscú y de toda Rusia

#### Elección como Patriarca

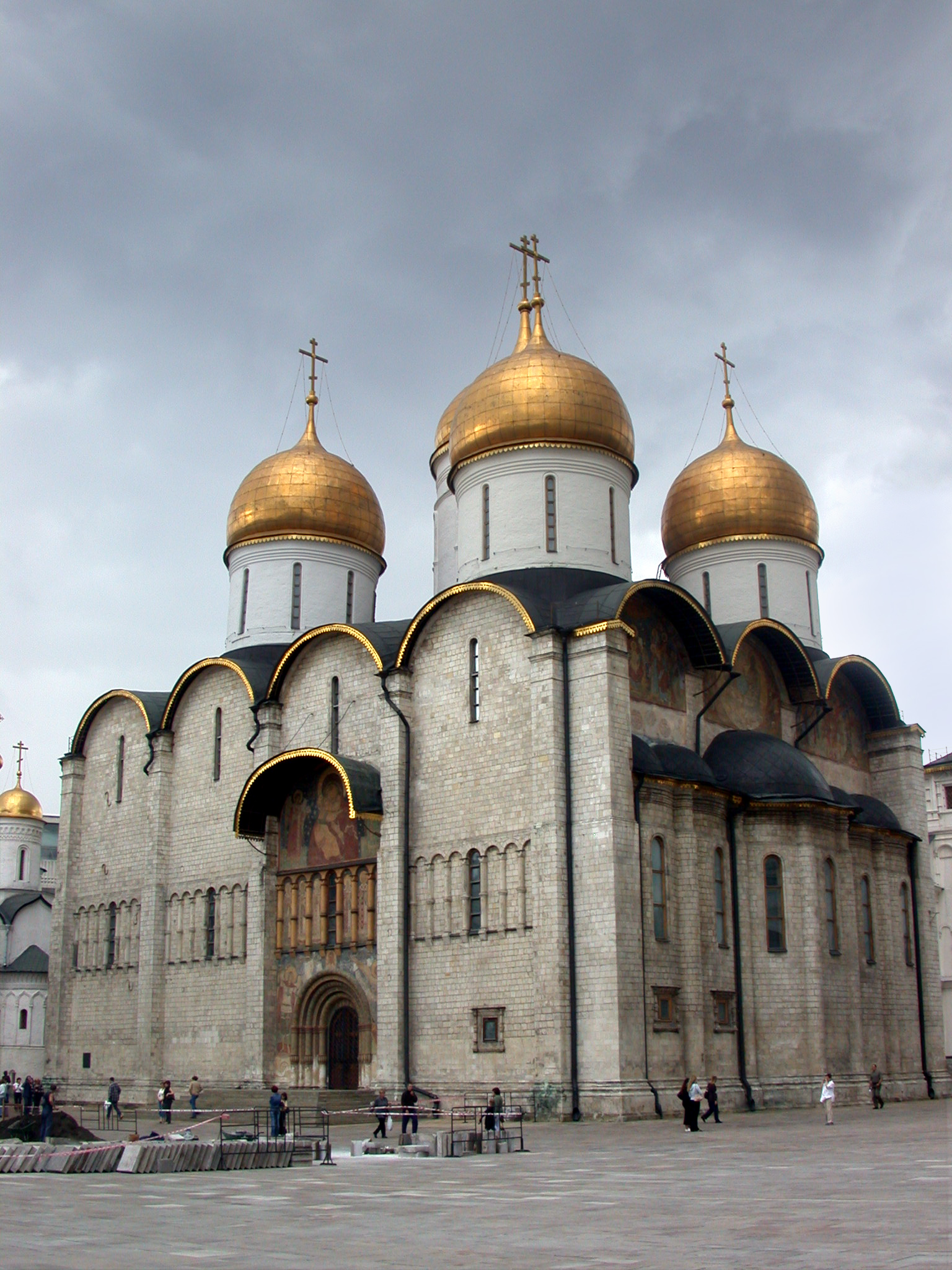
La iglesia de la Dormición de la Madre de Dios en el Kremlin era el lugar tradicional para la entronización de los patriarcas moscovitas.

El 15 de abril de 1652, mientras Nikon se ocupaba de la cuestión de las reliquias de Felipe II y se encontraba fuera de Moscú, falleció el patriarca José. Nikon fue elegido nuevo patriarca. Su elección estuvo determinada por su anterior asociación con un grupo que apoyaba la reforma de la Iglesia Ortodoxa Rusa y su apoyo a la misma por parte del zar Alexy I. Según S. Solovev, el zar decidió personalmente la elección de Nikon, a quien consideraba su partidario y amigo. Existe la opinión de que Nikon fue elegido para el cargo de patriarca por sorteo, y esto cuando el candidato originalmente elegido se negó a aceptar la dignidad. N. Kaptieriev, por su parte, creía que el papel decisivo en el proceso electoral lo desempeñaron los partidarios de las reformas, quienes, con el apoyo del zar, ofrecieron el cargo a Stiefan Vonifatiev. Sin embargo, este último se negó a aceptar la dignidad y señaló al propio Nikon como el candidato más adecuado. La opinión de Kaptieriev es hoy la más extendida en la historiografía rusa.
Su tesis fue polemizada por O. Koszeleva, según la cual la elección del patriarca se llevó a cabo de forma mucho más tumultuosa de lo que se aceptó retratar, y la candidatura de Nikon contó con la oposición de los boyardos. El metropolitano de Nóvgorod era, junto a Bonifátiev, confesor del zar, el candidato más serio a patriarca, pero perdió en la votación y sólo asumió el cargo gracias a la dimisión del protopapa{. Entre los oponentes de Nikon figuran Nikita Odoevsky e Ivan Khovansky. También existe la opinión de que el protector del Metropolitano de Nóvgorod era Borís Morózov, pero Lobachev considera que esta opinión carece de fundamento. Según Lobachev, incluso antes del regreso de Nikon a Moscú, un estrecho círculo de allegados al zar (entre ellos Bonifatiev) tomó la decisión de apoyar al metropolitano de Nóvgorod durante la elección del patriarca; éstas, sin embargo, debían celebrarse con todos los procedimientos previstos por la Iglesia Ortodoxa.
Nikon asumió oficialmente el cargo de patriarca el 25 de julio de 1652. La ceremonia de entronización fue precedida por una serie de visitas de los boyardos, durante las cuales se procedió a la convencional "persuasión" del jerarca, supuestamente indeciso, para que asumiera el cargo. El 22 de julio se anunció públicamente su elección como patriarca, pero Nikon, según la costumbre, se negó. También el día de la entronización solemne, según la tradición, fingió que su llegada a la Dormición de la Madre de Dios en el Kremlin de Moscú para la ceremonia había sido forzada. Todos los presentes, incluidos los boyardos y el zar, se arrodillaron ante él y juraron respetarle y obedecerle como jerarca. Sólo entonces Nikon anunció que aceptaba su elección como patriarca. Con toda probabilidad, el metropolitano de Nóvgorod eligió él mismo la fecha de la entronización, pues deseaba ascender al trono patriarcal exactamente en el aniversario de la asunción del cargo de metropolitano de Moscú por Felipe II, a quien tenía en especial veneración.